# 虫牢之盟
虫牢之盟，周定王二十一年（前586年）晋景公因郑国归附晋国，召集齐国、鲁国、宋国、郑国、卫国、曹国、邾国、杞国八国国君在郑邑虫牢（今河南封丘北）盟会，借以维持晋国在争霸中的地位。
周定王十九年（前588年）、二十年（前587年），位于中原的郑国连续两次发兵侵占其东南邻国许国（今河南许昌东）的土地。当时，郑、许两国均依附于楚国。于是许灵公率先赴楚，状告郑伯，并在楚共王前与郑悼公争讼获胜。大怒的郑悼公归国后，决定投靠楚国宿敌晋国，派郑公子偃赴晋国求和，晋景公即派遣大夫赵同与郑悼公在晋地垂棘（今山西潞城北）举行盟会，两国正式和解。冬，致力于重振昔日霸业的晋景公，召集齐、鲁、宋、郑、卫、曹、邾、杞八国，在郑邑虫牢盟会。会后不久，晋景公欲再会诸侯，遂遣使通宋、郑等国。当时，晋、楚两强勢均力敌。宋共公怕激怒楚国，以内乱为由，回绝了晋国的邀请。晋景公大怒，于周简王元年（前585年）春，命大夫伯宗、夏阳说領兵会同卫、郑及伊洛、陆浑、蛮氏之戎的联军进攻宋国。